# Morioka Takaya Arena
 (avril 2025).
La Morioka Takaya Arena (盛岡タカヤアリーナ, Morioka Takaya Arīna), aussi connue sous le nom de Morioka City General Arena (盛岡市総合アリーナ, Morioka-shi sōgō Arīna), est une salle multisports japonaise située dans la ville de Morioka, dans la préfecture d'Iwate. La salle sert également de salle de conférence.
Dotée d’une capacité de 5 058 spectateurs, la salle sert d'enceinte à domicile pour l'équipe de basket-ball des Iwate Big Bulls, club de B.League.

## Histoire
Le gymnase est inauguré en 1989 pour commémorer les 100 ans de la création de la ville de Morioka.
On pouvait y pratiquer le hockey sur glace jusqu'en 2015.

## Événements
- 2018 : Coupe Davis (match entre le Japon et l'Italie)

## Galerie

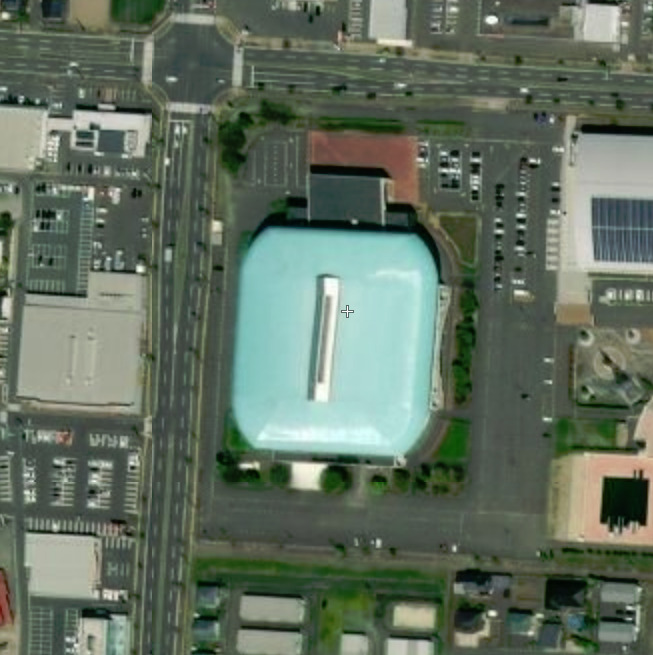